# Андріянцево (Дмитровський міський округ)
Андрія́нцево (рос. Андреянцево) — присілок у складі Дмитровського міського округу Московської області, Росія.

## Населення
Населення — 15 осіб (2010; 8 у 2002).
Національний склад (станом на 2002 рік):
- росіяни — 100 %